# Ао Танака
Ао Танака  (на японски: 田中碧)  (роден на 10 септември 1998 г. в Миямае, Япония) е японски футболист, полузащитник, състезател на английския Лийдс Юнайтед и националния отбор на Япония.  

### Успехи
Отборни
Кавазаки Фронтале
- J1 Лига (3): 2017, 2018, 2020
- Купа на Императора (1): 2020
- Купа на лигата (1): 2017
- Суперкупа на Япония (2): 2019, 2021

Лийдс Юнайтед
- Чемпиъншип (1): 2024 – 25